# 广汽吉奥
广汽吉奥汽车有限公司，简称广汽吉奥，是中国的汽车、商用车和SUV制造商，总部位于浙江省台州市，拥有浙江台州与山东东营两大生产基地，年产能45万辆。其产品在中国大陆以“广汽吉奥”品牌销售，在其他市场则以“吉奥”品牌销售。
2010年12月9日，广汽集团与浙江吉奥控股集团合资成立广汽吉奥，双方分别持有51%、49%的股权。由于经营未达到预期，广汽吉奥自2015年8月开始重组，2016年3月，广汽集团子公司广州汽车集团乘用车有限公司出资2.62亿元，收购吉奥控股持有49%的股权，公司更名为广州汽车集团乘用车（杭州）有限公司，“吉奥”品牌则交还给浙江吉奥控股集团。